# Astronautyka

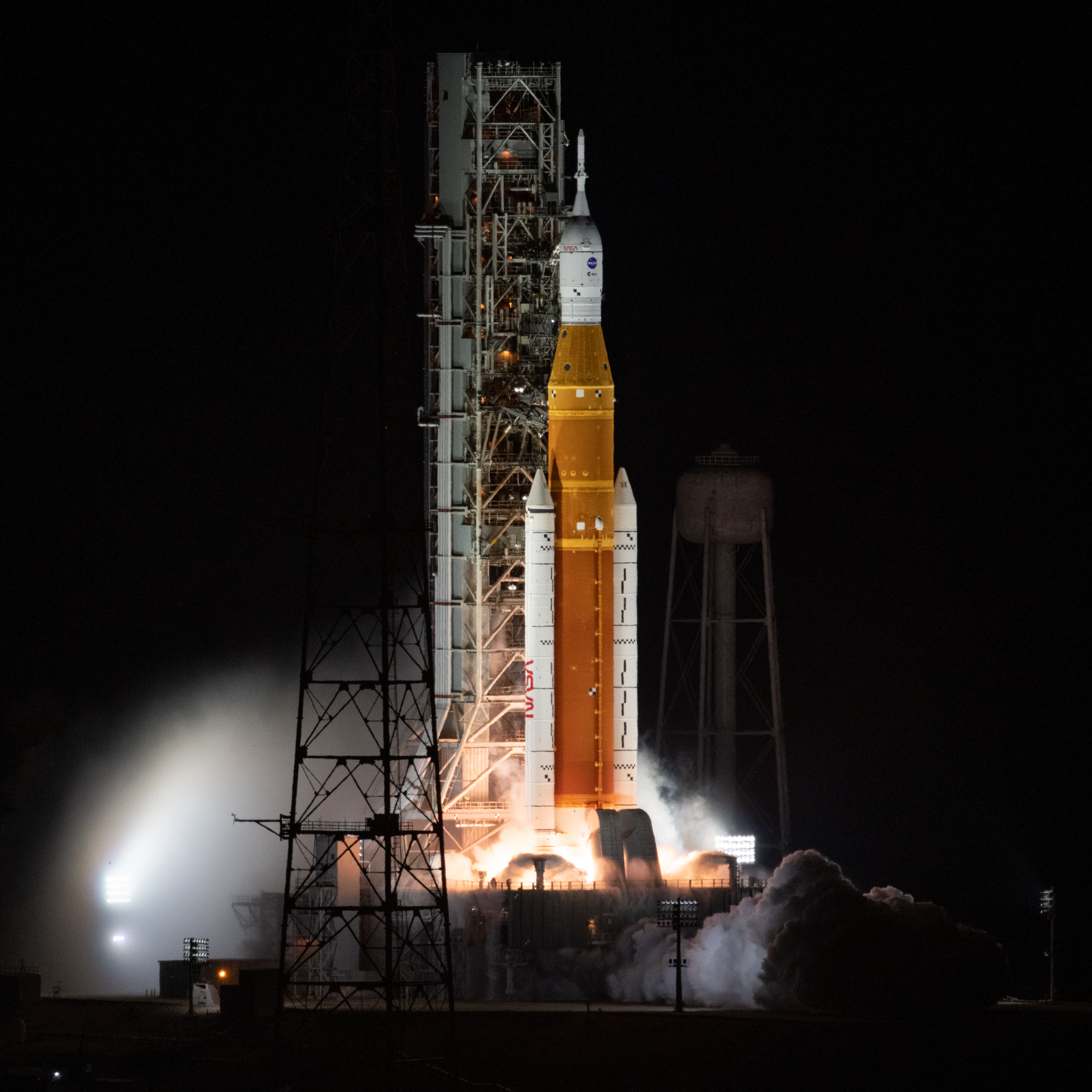
Startująca rakieta Space Launch System w ramach misji Artemis 1, z platformy LC-39B w Centrum Kosmicznym Johna F. Kennedy’ego, 16 listopada 2022 roku

Astronautyka (lub kosmonautyka) – zespół nauk zajmujących się wysyłaniem statków kosmicznych oraz sztucznych satelitów poza atmosferę ziemską, w przestrzeń kosmiczną celem jej eksploracji. Wykonywanie lotów kosmicznych jest jednym głównych zastosowań astronautyki.
Termin astronautyka (pierwotnie astronautique w języku francuskim) został ukuty w latach dwudziestych XX wieku przez J.-H. Rosny'ego, dziekana Akademii Goncourtów, w analogii do aeronautyki. W 1930 roku Robert Esnault-Pelterie opublikował pierwszą książkę na temat astronautyki.
Termin kosmonautyka (oryginalnie cosmonautique w języku francuskim) został wprowadzony w latach trzydziestych XX wieku przez Ary'ego Sternfelda w jego książce Initiation à la Cosmonautique (pol. Wprowadzenie do kosmonautyki).
Podobnie jak w przypadku aeronautyki, ograniczenia związane z masą, temperaturami i siłami zewnętrznymi wymagają, aby systemy działające w przestrzeni kosmicznej przetrwały ekstremalne warunki takie jak wystawienie na działanie próżni, bombardowanie promieniowaniem kosmicznym oraz promieniowaniem pochodzącym z pasa Van Allena. Produkowane rakiety nośne muszą wytrzymywać ekstremalne siły, podczas gdy ładunki użyteczne zazwyczaj doświadczają ogromnych zmian temperaturowych w bardzo krótkich okresach czasu.

## Historia

Robert Goddard wraz ze swoją rakietą w 1926 roku

Pierwsze wzmianki o locie astronautycznym pojawiają się już w mitologii greckiej, konkretniej w micie o Ikarze, którego ojciec, Dedal, skonstruował skrzydła z piór sklejonych woskiem, aby uciec z Krety. Ikar, uniesiony zuchwałością, wzleciał zbyt blisko Słońca, co doprowadziło do stopienia wosku i jego tragicznego upadku.
W XVII wieku Savinien Cyrano de Bergerac, w swoim dziele Histoire comique des États et empires de la Lune, jako jeden z pierwszych opisał koncepcję wykorzystania rakiet prochowych do wyniesienia statku kosmicznego w kierunku Księżyca. Juliusz Verne w powieści zatytułowanej Z Ziemi na Księżycautor przedstawia wizję załogowej misji księżycowej. Dzieło Verne’a pobudziło zainteresowanie astronautyką i dało początek literackiemu gatunkowi science fiction, który do dziś czerpie inspirację z podróży kosmicznych.
Pod koniec XIX wieku inżynierowie i naukowcy rozpoczęli prace nad konstrukcją układów napędowych, tworząc podstawy dla współczesnej astronautyki. Do pionierów dziedziny zaliczają się m.in. peruwiański inżynier Pedro Paulet, rosyjski uczony Konstantin Ciołkowski, amerykański konstruktor Robert Goddard oraz rumuński fizyk Hermann Oberth.

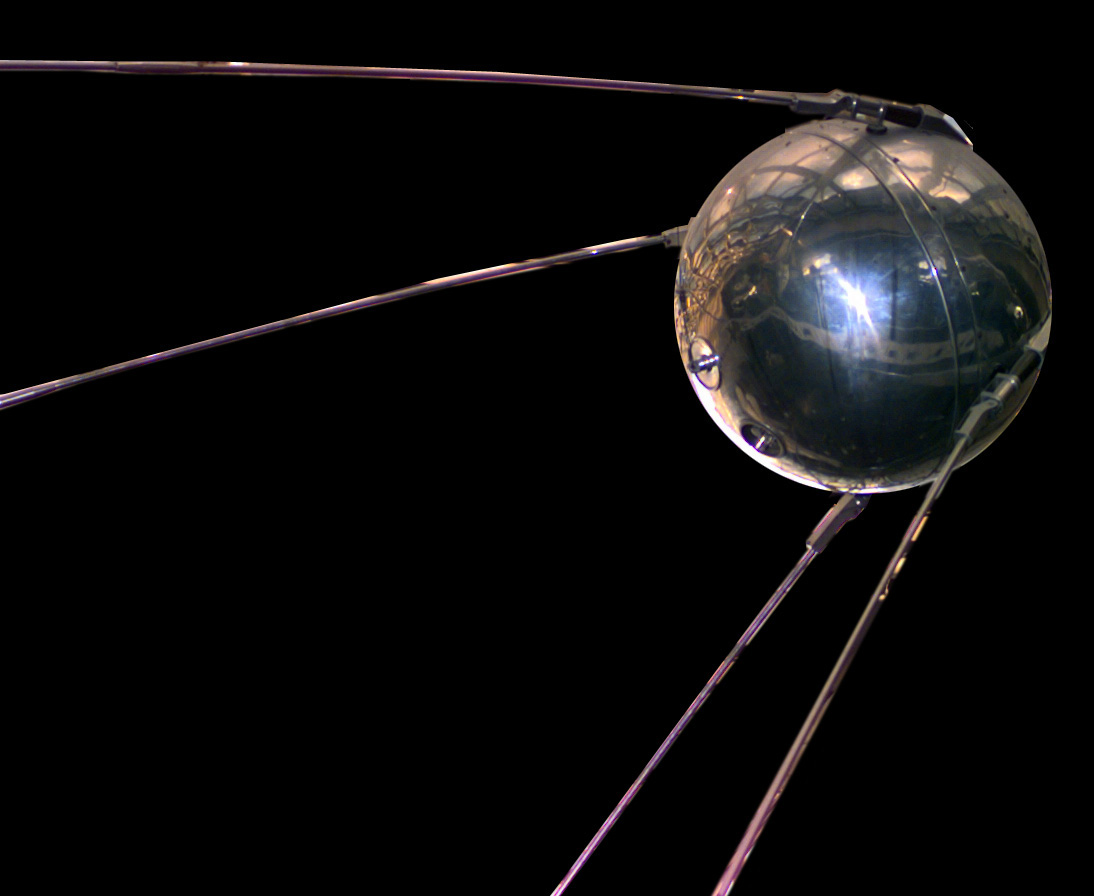
Replika Sputnika 1, który został wystrzelony w 1957 roku

W 1927 roku w ówczesnym niemieckim mieście Breslau (dzisiejszy Wrocław) założono Towarzystwo Astronautyczne, którego członkami byli m.in. Hermann Oberth oraz Wernher von Braun. Znaczący przełom w rozwoju astronautyki nastąpił podczas II wojny światowej, kiedy to niemieccy naziści konstruowali rakiety V2, które stały się pierwszym w historii balistycznym pociskiem rakietowym. Technologia ta została po wojnie wykorzystana zarówno przez Związek Radziecki, jak i Stany Zjednoczone dla ich własnych programów kosmicznych.
W latach 50. XX wieku rozpoczęła się rywalizacja pomiędzy Stanami Zjednoczonymi a Związkiem Socjalistycznych Republik Sowieckich o umieszczenie pierwszego sztucznego satelity na orbicie okołoziemskiej. Związek Radziecki 4 października 1957 roku jako pierwszy wystrzelił Sputnika 1, który rozpoczął wyścig kosmiczny. Rywalizacja pomiędzy supermocarstwami doprowadziła do pierwszego załogowego lotu kosmicznego, który został  przeprowadzony w ramach radzieckiej misji Wostok 1 przez radzieckiego kosmonautę Jurija Gagarina w 1961 roku. Kluczowym momentem w historii astronautyki było pierwsze załogowe lądowanie człowieka na powierzchni Księżyca, które zostało przeprowadzone przez amerykańskich astronautów Neila Armstronga i Buzza Aldrina w ramach misji Apollo 11 w 1969 roku.

## Misje międzyplanetarne

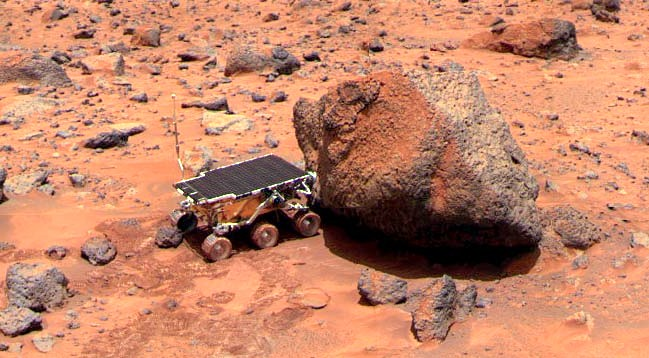
Łazik Sojourner bada skład skał na Marsie - 1997

Sonda Cassini przelatuje przez szczelinę między pierścieniami Saturna - wizja artysty - 2004

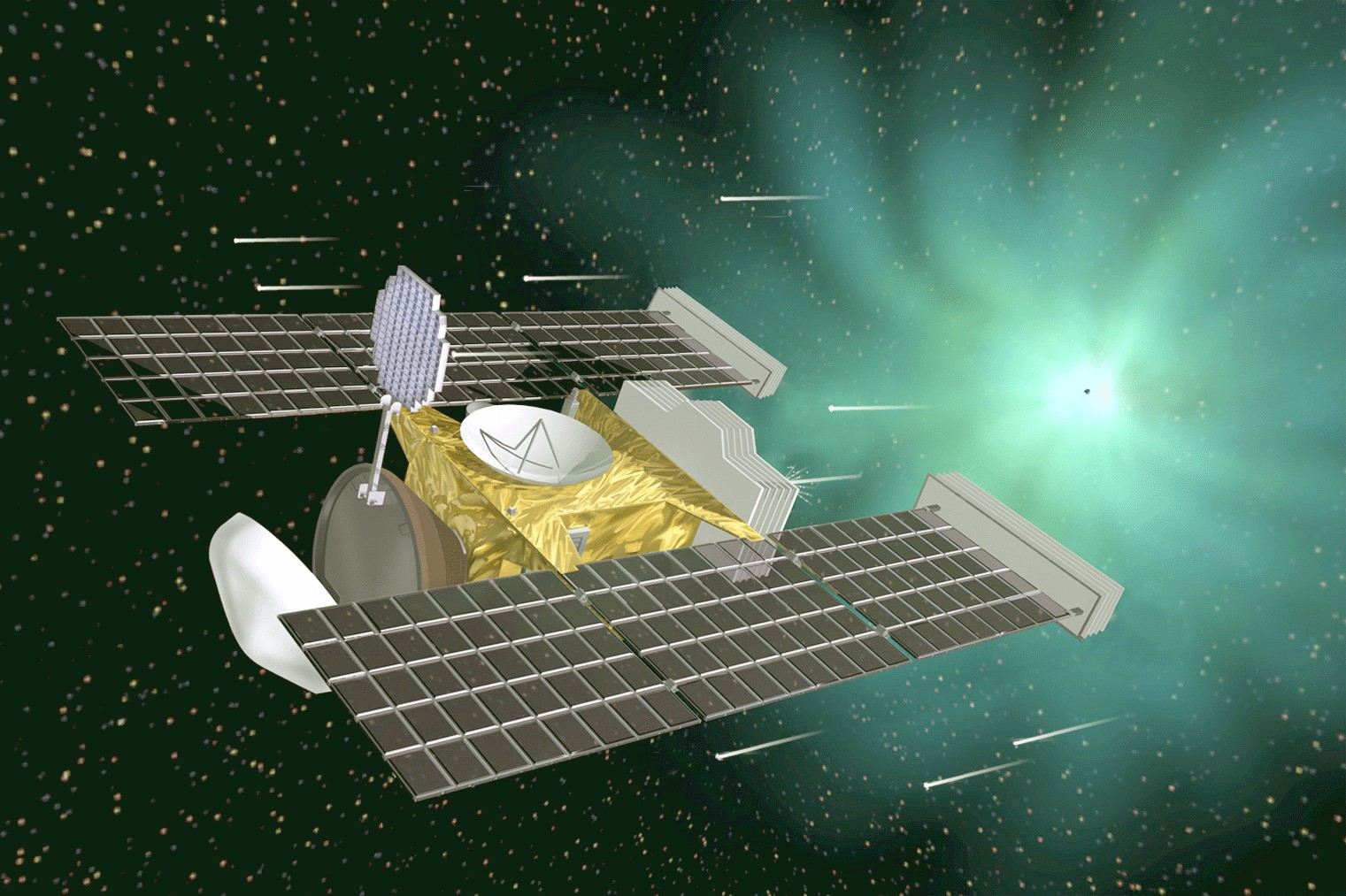
Sonda Stardust przelatuje obok komety Wild 2 - wizja artystyczna - 2004

W ciągu niespełna trzydziestu lat sondy kosmiczne przeleciały obok wszystkich planet Układu Słonecznego. Wprowadzono statki kosmiczne na orbity wokół Merkurego, Wenus, Marsa, Jowisza i Saturna. Na powierzchni Wenus i Marsa wylądowały sondy, a na Jowisza opadł specjalnie do tego przygotowany próbnik. Od 1976 roku dwie amerykańskie sondy z serii Viking przez wiele lat badały i fotografowały Marsa. Analizy chemiczne gruntu nie wykryły żadnego śladu życia. Dzięki wystrzelonym w 1977 roku dwóm amerykańskim sondom z serii Voyager poznano wiele informacji o planetach gazowych Układu Słonecznego oraz o ich pierścieniach i księżycach. Wprowadzone na orbitę okołowenusjańską sondy sporządziły za pomocą radarów szczegółowe mapy powierzchni tej planety. W 1997 roku na powierzchni Marsa umieszczono łazik Sojourner, pierwszy udany pojazd na tej planecie. W 2021 roku na powierzchni Marsa umieszczono dron Ingenuity, pierwszą maszynę zdolną unieść się, wykonać lot i wylądować. 
Cztery sondy kosmiczne wylądowały na ciałach nie będących planetami. Były to Huygens, który w 2005 roku wylądował na księżycu Saturna Tytanie, NEAR Shoemaker, który w 2001 roku z powodzeniem lądował na planetoidzie Eros, oraz japoński próbnik Hayabusa, który w 2005 roku wylądował na planetoidzie Itokawa w celu pobrania próbek z jej powierzchni, z którymi następnie powrócił na Ziemię. W roku 2014 lądownik sondy Rosetty Philae wylądował na komecie 67P/Czuriumow-Gierasimienko.
W 1985 roku sonda ICE jako pierwsza dokonała bliskiego przelotu obok komety. W 2005 roku impaktor z sondy Deep Impact celowo uderzył w jądro komety Tempel 1, umożliwiając rejestrację przebiegu zderzenia przez główną część sondy. W 2006 roku sonda Stardust dostarczyła na Ziemię próbki pyłu pobrane z komy komety Wild 2.
| Planeta         | Rok zbliżenia | Sonda        | Państwo |
| --------------- | ------------- | ------------ | ------- |
| Wenus           | 1962          | Mariner 2    | USA     |
| Mars            | 1965          | Mariner 4    | USA     |
| Jowisz          | 1973          | Pioneer 10   | USA     |
| Merkury         | 1974          | Mariner 10   | USA     |
| Saturn          | 1979          | Pioneer 11   | USA     |
| Uran            | 1986          | Voyager 2    | USA     |
| Neptun          | 1989          | Voyager 2    | USA     |
| (134340) Pluton | 2015          | New Horizons | USA     |

| Planeta | Rok zbliżenia | Sonda           | Państwo   |
| ------- | ------------- | --------------- | --------- |
| Mars    | 1971          | Mariner 9       | USA       |
| Wenus   | 1975          | Wenera 9 i 10   | ZSRR      |
| Jowisz  | 1995          | Galileo         | USA       |
| Saturn  | 2004          | Cassini-Huygens | USA i ESA |
| Merkury | 2011          | MESSENGER       | USA       |
| Westa   | 2011          | Dawn            | USA       |
| Ceres   | 2015          | Dawn            | USA       |

| Planeta        | Rok zbliżenia | Sonda    | Państwo   |
| -------------- | ------------- | -------- | --------- |
| Wenus          | 1967          | Wenera 4 | ZSRR      |
| Mars           | 1971          | Mars 3   | ZSRR      |
| Saturn → Tytan | 2005          | Huygens  | USA i ESA |

## Wpływ na technologię
Podczas przygotowania lotów kosmicznych powstały tysiące wynalazków. Około 1400 spośród nich ma zastosowanie wykraczające poza astronautykę. Są to m.in.:
- dializator krwi,
- tomograf komputerowy,
- lepsze obuwie sportowe, sprężyste wkładki do butów. Miał takie Neil Armstrong na Księżycu. Miękko absorbowały energię, z jaką dotykał gruntu, a potem sprężyście ją oddawały, pomagając w wybiciu się stopy. Trafiły do butów sportowych.
- wyroby przystosowane do długotrwałego przechowywania żywności. Posiłki liofilizowane wymyślone dla astronautów. Potrawę szybko się zamraża, a potem powoli suszy. Dzięki temu zachowuje 98 procent odżywczych składników, tylko jedną piątą masy. Wystarczy dodać wody i podgrzać. Korzystają z nich podróżnicy, alpiniści i żołnierze.
- nowe materiały izolacyjne (m.in. kombinezony strażackie),
- innowacyjne produkty umożliwiające oczyszczanie wody (m.in. dializator). Znane przed lotami w kosmos, ale te wynaleziono dla stacji orbitalnej Skylab – z aktywnym węglem z domieszką bakteriobójczego srebra. Okazały się idealne w domowych i turystycznych zastosowaniach.
- narzędzia zasilane akumulatorami (np. wiertarki i wkrętarki bezprzewodowe, odkurzacze),
- czujniki trujących gazów (w tym dymu). Skonstruowane dla stacji kosmicznej Skylab – pierwsze czujniki z regulacją progu alarmu, dzięki czemu nie włączają się bez potrzeby.
- „oddychające materiały”, np. Gore-Tex,
- narzędzia do cyfrowej obróbki fotografii,
- opony zimowe. Do ich produkcji wykorzystano materiał mocniejszy niż stal i odporny na niskie temperatury. Z tego materiału NASA wykonywała spadochrony do marsjańskich lądowników.
- materiały kompozytowe w wytrzymalszych klockach hamulcowych,
- łączność satelitarna,
- GPS,
- zdjęcia cyfrowe,
- lepiej przyczepne rzepy,
- zupki błyskawiczne,
- ostrza z twardszą warstwą węglową,
- metalizowana folia,
- łożyska bezsmarowe,
- lidar (LADAR)[19].
- wykrywacz piorunów, dla golfistów, żeglarzy, pilotów – rejestruje odległe błyski i ostrzega przed zbliżającą się burzą z błyskawicami.